# غوستافو ماتوساس
غوستافو ماتوساس (بالإسبانية: Gustavo Cristian Matosas Paidón)‏ ، من مواليد 25 مايو 1967 ، وهو مدرب أورغوياني أرجنتيني المولد، ولاعب المنتخب الأوروغوياني السابق لكرة القدم، حقق مع منتخب أورغواي لكرة القدم كوبا أمريكا سنة 1987، وبدأ مسيرته التدريبية بعد اعتزاله مع المنتخب سنة 2002، وفي شهر يونيو سنة 2016 وقع عقداً مع نادي الهلال السعودي لموسم واحد دون أن تحدد إدارة الهلال مبلغ العقد.